# 鍾俊昇
鍾俊昇（Chung Chun Sing，1991年1月10日—），暱稱「星星」，生於香港，香港職業籃球運動員，司職小前鋒，現效力香港甲一籃球聯賽球隊建龍飛馬。

## 籃球生涯
鍾俊昇生於香港，中學就讀中華基督教會譚李麗芬紀念中學到2012年轉讀元朗遵理遺憾的是讀書時候未贏過全港學界精英賽只曾奪得學界籃球邀請賽，升上甲一後在安青及福建奮鬥7年，直至2016年加盟全港首支職業籃球隊東方龍獅。 在2016年12月17日舉行的超級工商盃籃球賽，鍾俊昇獨取14分、7籃板、2封阻，並於決勝關鍵時刻於籃底成功封阻對方球員上籃，協助東方龍獅以74–71反勝上屆亞軍廣西威壯，在不少球迷心目中留下深刻印象。

## 外部連結
- 鍾俊昇在Eurobasket.com（球員）（英语）